# Elizaveta Yulyevna Zarubina
Elizaveta "Zoya" Yulyevna Zarubina (tiếng Nga: Елизавета Юлиевна Зарубина; 1 tháng 1 năm 1900 - 14 tháng 5 năm 1987), tên khai sinh Ester Yoelevna Rosentsveig (Эстер Иоэльевна Розенцвейг), là một điệp viên Liên Xô, Trung tá MGB. Bà được biết đến với cái tên Elizabeth Zubilin khi phục vụ tại Hoa Kỳ, và còn được biết đến với cái tên Elizaveta Gorskaya.
Sinh ra ở Rzhaventsy, Zastavna Raion ở Ukraina (cựu Đế quốc Bessarabia) trong một gia đình Do Thái (cha Yoel, mẹ Ita). Bà học lịch sử và triết học tại các trường đại học ở România, Pháp và Áo, và sử dụng được tiếng Anh, tiếng Pháp, tiếng Đức, tiếng Rumani, tiếng Nga và tiếng Yiddish. Bà là một trong những nhà tuyển dụng điệp viên thành công nhất, thiết lập mạng lưới người di cư Do Thái bất hợp pháp từ Ba Lan và tuyển dụng một trong những thư ký của Leó Szilárd, người cung cấp dữ liệu kỹ thuật. Bà là vợ của nhà tình báo Liên Xô Vasily Zarubin.
Zarubina là người tham gia tích cực vào phong trào cách mạng ở Bessarabia sau Thế chiến thứ nhất. Năm 1919, bà trở thành thành viên của Komsomol ở Bessarabia. Năm 1923, bà gia nhập Đảng Cộng sản Áo. Bà tham gia hệ thống tình báo Liên Xô năm 1924. Từ năm 1924 đến 1925, bà làm việc trong đại sứ quán và phái đoàn thương mại của Liên Xô. Từ 1925 đến 1928, bà làm việc tại văn phong đại diện tại Vienna.
Năm 1929, Elizabeth và Yakov Blumkin được chuyển đến làm việc bất hợp pháp ở Thổ Nhĩ Kỳ, nơi ông đã bán các bản thảo Hasidic từ Thư viện Trung tâm ở Moskva để hỗ trợ các hoạt động ở Thổ Nhĩ Kỳ và Trung Đông. Sĩ quan tình báo Liên Xô Pavel Sudoplatov, người sau đó đã tổ chức vụ giết Leon Trotsky, tuyên bố trong cuốn tự truyện của mình rằng Blumkin đã đưa một phần tiền bán cho Trotsky, lúc đó đang lưu vong ở Thổ Nhĩ Kỳ. Theo hồi ức của mình, Elizaveta đã tố cáo Blumkin vì điều này và đó là lý do tại sao ông bị triệu hồi về Moskva và bị xử tử. Không lâu sau đó (1929), Eizaveta kết hôn với Vasily Zarubin, và họ đã hoạt động điệp vụ với nhau ở nhiều nơi trong nhiều năm, sử dụng vỏ bọc của một cặp vợ chồng doanh nhân người Tiệp Khắc và Hoa Kỳ để làm việc ở Đan Mạch, Đức, Pháp và Hoa Kỳ.
Vào tháng 8 năm 1942, Paul Massing đã thông báo cho NKVD rằng bạn của ông, Franz Neumann, gần đây đã gia nhập Cơ quan Tình báo chiến lược (OSS). Massing báo cáo với Moskva rằng Neumann đã nói với ông rằng ông ta đã thực hiện một nghiên cứu về nền kinh tế Liên Xô cho Ban Nga của OSS. Vào tháng 4 năm 1943, Elizaveta Zarubina đã gặp Neumann: "(Zarubina) đã gặp lần đầu tiên với (Neumann), người hứa sẽ chuyển cho chúng ta tất cả dữ liệu qua tay ông ta. Theo (Neumann), ông ta đang nhận được nhiều bản sao, báo cáo từ các đại sứ Mỹ... và có quyền truy cập vào các tài liệu đề cập đến Đức".
Theo Jerrold L. Schecter và Leona Schecter, Zarubina là "một trong những nhà khai thác thành công nhất trong việc đánh cắp bí mật bom nguyên tử từ Hoa Kỳ". Cùng với Gregory Kheifetz (phó lãnh sự Liên Xô tại San Francisco từ 1941 đến 1944), bà được cho là đã thiết lập một nhóm các nhà vật lý trẻ thân cộng sản xung quanh Robert Oppenheimer tại Los Alamos để chuyển kế hoạch vũ khí hạt nhân tới Moskva. Đây là một phần trong cuộc đời làm gián điệp của Zarubina được kể trong video năm 2015, Bí mật Chiến tranh Lạnh: Ăn cắp bom nguyên tử, do đạo diễn Gerard Puechmorel đạo diễn.